# 烏托邦2.0慶典世界巡迴演唱會
烏托邦2.0慶典世界巡迴演唱會，是臺灣女歌手張惠妹的第七次大型個人巡迴演唱會《烏托邦世界巡城演唱會》的第二階段。

## 背景
此次《烏托邦2.0慶典世界巡迴演唱會》是以出道20週年為主題，張惠妹突發奇想的說要從最新一張專輯唱回第一張專輯，她從16張正式專輯各挑了一首具有代表性的歌曲，搭配大螢幕中當年的專輯照片和曲目。

## 發展
張惠妹的「烏托邦2.0」演唱會首場在上海引爆，在她不惜成本的個性下，這場以20週年為主題改版的演唱會，舞台設計、動畫到曲目，幾乎全部翻新，共砸近5000萬台幣，她以「怎麼經典怎麼選」的方式挑歌整場下來數度情緒滿溢，哭了無數次。2017年8月12日巡迴到了高雄巨蛋，連續3個週末連唱8場。8場演出都以4K HDR的高解析度規格拍攝，硬體設備也再升級，舞台上有多面巨型橫幅螢幕，觀眾席左右兩邊還有36面5公尺高的LED，打造視覺饗宴。阿妹還要求改編舞蹈、服裝換新，希望以最完美的狀態呈現在歌迷面前。

## 商業表現
2017年1月15日，販售8月起在高雄巨蛋舉辦的「烏托邦2.0慶典世界巡迴演唱會」6場演唱會門票，6.6萬張門票於8分鐘內售畢。基於熱烈反應，主辦單位於4月8日宣布加演2場，2.2萬張門票於45秒售罄，再創票房紀錄；也創下華語歌手在高雄巨蛋連開8場之紀錄，8場的高雄巨蛋演唱會票房共收2億元，吸引了近10萬名粉絲朝聖，為高雄帶進逾10億元的觀光財。
烏托邦2.0慶典世界巡迴演唱會在2017年12月30日於上海梅賽德斯-奔馳文化中心完成，創下華語女歌手同一主題演唱會高達104場的華語女歌手紀錄，參與人數高達250萬人次，創造超過新台幣60億元的產值。2017年中國演唱會票房第4名（女歌手第一名）。

## 巡演場次
| 場次 | 日期           | 國家／地區 | 城市           | 場館                       | 備註                                |
| ---- | -------------- | ---------- | -------------- | -------------------------- | ----------------------------------- |
| 1    | 2016年12月16日 | 中国大陆   | 上海市         | 梅賽德斯-奔馳文化中心      |                                     |
| 2    | 2016年12月17日 | 中国大陆   | 上海市         | 梅賽德斯-奔馳文化中心      | [ 11 ]                              |
| 3    | 2016年12月24日 | 中国大陆   | 廣東省廣州市   | 廣州國際體育演藝中心       | [ 12 ]                              |
| 4    | 2016年12月25日 | 中国大陆   | 廣東省廣州市   | 廣州國際體育演藝中心       |                                     |
| 5    | 2017年2月17日  | 马来西亚   | 彭亨州文冬縣   | 雲星劇場                   | 加演場                              |
| 6    | 2017年2月18日  | 马来西亚   | 彭亨州文冬縣   | 雲星劇場                   |                                     |
| 7    | 2017年3月22日  | 英国       | 倫敦           | Eventim Apollo             | [ 14 ]                              |
| 8    | 2017年3月25日  | 義大利     | 米蘭           | Teatro Linear4 Ciak        | [ 15 ]                              |
| 9    | 2017年3月28日  | 西班牙     | 馬德里         | Palacio Vistalegre         | [ 16 ]                              |
| 10   | 2017年4月22日  | 中国大陆   | 廣東省深圳市   | 深圳灣體育中心“春繭”體育館 | [ 17 ]                              |
| 11   | 2017年4月23日  | 中国大陆   | 廣東省深圳市   | 深圳灣體育中心“春繭”體育館 |                                     |
| 12   | 2017年4月29日  | 中国大陆   | 重慶市         | 重慶國際博覽中心           | [ 18 ]                              |
| 13   | 2017年4月30日  | 中国大陆   | 重慶市         | 重慶國際博覽中心           |                                     |
| 14   | 2017年5月3日   | 澳門       | 澳門特別行政區 | 新濠影滙綜藝館             | [ 19 ]                              |
| 15   | 2017年5月5日   | 中国大陆   | 四川省成都市   | 四川省體育館               | [ 20 ]                              |
| 16   | 2017年5月6日   | 中国大陆   | 四川省成都市   | 四川省體育館               |                                     |
| 17   | 2017年5月13日  | 中国大陆   | 江蘇省南京市   | 南京奧林匹克體育中心體育館 | [ 21 ]                              |
| 18   | 2017年5月20日  | 中国大陆   | 北京市         | 樂視體育生態中心           | [ 22 ]                              |
| 19   | 2017年5月21日  | 中国大陆   | 北京市         | 樂視體育生態中心           |                                     |
| 20   | 2017年6月3日   | 中国大陆   | 江西省南昌市   | 南昌國際體育中心體育館     | [ 23 ]                              |
| 21   | 2017年6月9日   | 新加坡     | 新加坡         | 新加坡室内體育館           | [ 24 ]                              |
| 22   | 2017年6月10日  | 新加坡     | 新加坡         | 新加坡室内體育館           |                                     |
| 23   | 2017年6月17日  | 中国大陆   | 湖南省長沙市   | 湖南國際會展中心           | [ 25 ]                              |
| 24   | 2017年7月1日   | 中国大陆   | 湖北省武漢市   | 武漢體育中心體育館         | [ 26 ]                              |
| 25   | 2017年7月2日   | 中国大陆   | 湖北省武漢市   | 武漢體育中心體育館         |                                     |
| 26   | 2017年7月8日   | 中国大陆   | 安徽省合肥市   | 合肥濱湖國際會展中心       | [ 27 ]                              |
| 27   | 2017年7月9日   | 中国大陆   | 安徽省合肥市   | 合肥濱湖國際會展中心       |                                     |
| 28   | 2017年7月15日  | 中国大陆   | 河南省鄭州市   | 鄭州國際會展中心           | [ 28 ]                              |
| 29   | 2017年7月28日  | 中国大陆   | 廣東省佛山市   | 佛山嶺南明珠體育館         | [ 29 ]                              |
| 30   | 2017年7月29日  | 中国大陆   | 廣東省佛山市   | 佛山嶺南明珠體育館         |                                     |
| 31   | 2017年8月12日  | 臺灣       | 高雄市         | 高雄巨蛋                   | 首位在此場地連開8場演唱會紀錄的歌手 |
| 32   | 2017年8月13日  | 臺灣       | 高雄市         | 高雄巨蛋                   |                                     |
| 33   | 2017年8月18日  | 臺灣       | 高雄市         | 高雄巨蛋                   | 加演場                              |
| 34   | 2017年8月19日  | 臺灣       | 高雄市         | 高雄巨蛋                   |                                     |
| 35   | 2017年8月20日  | 臺灣       | 高雄市         | 高雄巨蛋                   |                                     |
| 36   | 2017年8月25日  | 臺灣       | 高雄市         | 高雄巨蛋                   | 加演場                              |
| 37   | 2017年8月26日  | 臺灣       | 高雄市         | 高雄巨蛋                   |                                     |
| 38   | 2017年8月27日  | 臺灣       | 高雄市         | 高雄巨蛋                   |                                     |
| 39   | 2017年9月2日   | 中国大陆   | 山西省太原市   | 山西省體育中心體育館       | [ 31 ]                              |
| 40   | 2017年9月9日   | 中国大陆   | 山東省青島市   | 青島體育中心國信體育館     | [ 32 ]                              |
| 41   | 2017年10月7日  | 香港       | 香港特別行政區 | 紅磡體育館                 | [ 33 ]                              |
| 42   | 2017年10月8日  | 香港       | 香港特別行政區 | 紅磡體育館                 |                                     |
| 43   | 2017年11月25日 | 中国大陆   | 浙江省金華市   | 金華體育中心體育館         | [ 34 ]                              |
| 44   | 2017年12月2日  | 中国大陆   | 天津市         | 天津體育中心（大館）       | [ 35 ]                              |
| 45   | 2017年12月16日 | 中国大陆   | 福建省廈門市   | 嘉庚體育館                 | [ 36 ]                              |
| 46   | 2017年12月23日 | 中国大陆   | 浙江省杭州市   | 黃龍體育中心體育館         | [ 37 ]                              |
| 47   | 2017年12月24日 | 中国大陆   | 浙江省杭州市   | 黃龍體育中心體育館         |                                     |
| 48   | 2017年12月29日 | 中国大陆   | 上海市         | 梅賽德斯-奔馳文化中心      | 終極狂歡版                          |
| 49   | 2017年12月30日 | 中国大陆   | 上海市         | 梅賽德斯-奔馳文化中心      | 終極狂歡版                          |

## 曲目列表
- Act 1

1. Opening: 戰之祭
2. 開門見山
3. Are You Ready
4. 站在高崗上
5. 你想幹什麼
6. 別在傷口灑鹽
7. 血腥愛情故事

- Act 2

1. 跳進來
2. 假惺惺+火+了不起
3. 薇多莉亞的秘密
4. You Make Me Free
5. 我要飛

- Act 3

1. 我恨我愛你
2. 如果你也聽說
3. 真實 (8/26、8/27掉了)
4. 原來你什麼都不要
5. 聽你·聽我

- Act 4

1. Booty Call
2. 渴了
3. Bad Boy
4. 三天三夜
5. 前進烏托邦

- Act 5

1. VCR: 海闊天空
2. 牙買加的檳榔
3. 都對也都錯
4. 我最親愛的
5. 彩虹
6. 夏天的浪花 (8/12你是愛我的)
7. 人質
8. 也許明天
9. 勇敢
10. Katsu
11. 記得
12. 旅程
13. 趁早
14. 我可以抱你嗎
15. 牽手
16. 一想到你呀
17. 姐妹

- Encore

1. 好膽你就來（8/13、8/25、8/27）
2. 解脫（8/18）
3. What's up（8/18）
4. 給我感覺(8/20)
5. 沒有煙抽的日子(8/26、8/27)
6. 剪愛(8/27)
7. 我為什麼那麼愛你(8/27)

## 嘉賓
| 日期           | 國家／地區 | 城市 | 嘉賓表演歌曲                     | 固定表演嘉賓                                                                          |
| -------------- | ---------- | ---- | -------------------------------- | ------------------------------------------------------------------------------------- |
| 2017年8月12日  | 臺灣       | 高雄 |                                  | 安那《Party Crasher》(註:8/20未演出) BOXING樂團《Woo Nothing》《Tiyamen》《帶你回家》 |
| 2017年8月13日  | 臺灣       | 高雄 |                                  | 安那《Party Crasher》(註:8/20未演出) BOXING樂團《Woo Nothing》《Tiyamen》《帶你回家》 |
| 2017年8月18日  | 臺灣       | 高雄 | 田馥甄《三天三夜》《好膽你就來》 | 安那《Party Crasher》(註:8/20未演出) BOXING樂團《Woo Nothing》《Tiyamen》《帶你回家》 |
| 2017年8月19日  | 臺灣       | 高雄 | 張惠春《愛最大》                 | 安那《Party Crasher》(註:8/20未演出) BOXING樂團《Woo Nothing》《Tiyamen》《帶你回家》 |
| 2017年8月20日  | 臺灣       | 高雄 | 玖壹壹《打鐵》                   | 安那《Party Crasher》(註:8/20未演出) BOXING樂團《Woo Nothing》《Tiyamen》《帶你回家》 |
| 2017年8月25日  | 臺灣       | 高雄 |                                  | 安那《Party Crasher》(註:8/20未演出) BOXING樂團《Woo Nothing》《Tiyamen》《帶你回家》 |
| 2017年8月26日  | 臺灣       | 高雄 | 林俊傑《記得》《不為誰而作的歌》 | 安那《Party Crasher》(註:8/20未演出) BOXING樂團《Woo Nothing》《Tiyamen》《帶你回家》 |
| 2017年8月27日  | 臺灣       | 高雄 |                                  | 安那《Party Crasher》(註:8/20未演出) BOXING樂團《Woo Nothing》《Tiyamen》《帶你回家》 |
| 2017年12月29日 | 中国       | 上海 | 安那《Party Crasher》            |                                                                                       |
| 2017年12月30日 | 中国       | 上海 | 安那《Party Crasher》            |                                                                                       |